# Mail de Josselin
Pour les articles homonymes, voir Mail.
Le Mail est une promenade de Josselin dans le Morbihan (France).

## Localisation
L'esplanade est située place de la Résistance, le long de la rue Lucien-Briend.

## Description
La Mail mesure environ 120 m de longueur (sens est-ouest) pour environ 30 m de largeur (sens nord-sud). Il couvre une surface d'environ 3 200 m2.
Deux rangées d'arbres, dans le sens est-ouest, en occupe les flancs. Le monument aux morts de la ville en occupe l'extrémité orientale, tandis que son accès principal s'effectue par un escalier situé à l'ouest. L'espace du Mail est délimité par un mur de clôture.

## Historique

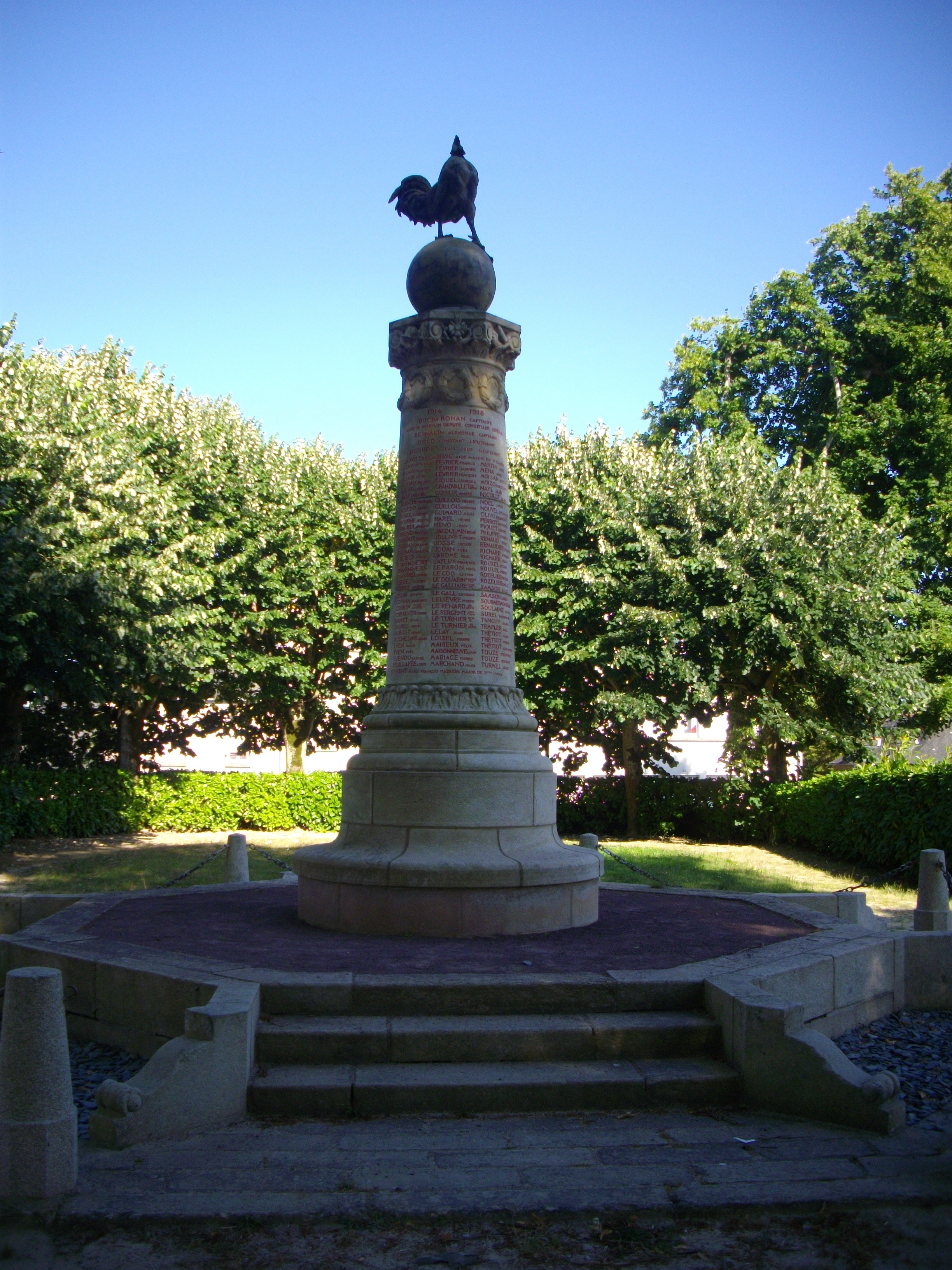
Monument aux morts de Josselin.

Le terrain sur lequel est aménagé le Mail est acquis par la ville de Josselin en 1760. L'architecte Molac présente, la même année, aux édiles municipaux deux projets d'aménagement d'une promenade. L'un d'entre eux est réalisé à la fin du XVIIIe siècle.
Le monument aux morts, réalisé par l'architecte Lafargue, y est érigé en 1922.
Il est inscrit au titre des monuments historiques par l'arrêté du 27 février 1996.